# تظاهر اجتماعی آن‌ها
تظاهر اجتماعی آنها (انگلیسی: Their Social Splash) یک فیلم کمدی صامت کوتاه به کارگردانی چارلز آوری و آروید ئی. گیلستورم و بازی هارولد لوید است که در سال ۱۹۱۵ منتشر شد.

## بازیگران
- اسلیم سامرویل
- چارلز ماری
- پالی مورن
- فرانک هیز
- هری گریبن
- دیکسی شین
- هارولد لوید
- میبل نورماند (حضورش در فیلم تأیید نشده)
- بن ترپین (حضورش در فیلم تأیید نشده)